# Dicranomyia (Neoglochina) ingens
Dicranomyia (Neoglochina) ingens is een tweevleugelige uit de familie steltmuggen (Limoniidae). De soort komt voor in het Neotropisch gebied.